# 貝爾蒙特 (內華達州)
貝爾蒙特（英語：Belmont）是位於美國內華達州奈縣的鬼鎮。

## 歷史
貝爾蒙特的郵局於1867年設立，1911年關閉後又於1915年重啟，最終於1922年停運。

## 地理
貝爾蒙特所處的海拔為高於海平面2263米（即7425英呎），而該地所採用的時區為UTC-8，即太平洋时区（PST）。同時該地設有夏令時間，為UTC-8調快一小時，即UTC-7（PDT）。